# عسلة أوروبية
العسلة الأوروبية أو صَريمة الجَدْي (باللاتينية: Lonicera
periclymenum) نبات زينة متسلق ينتمي النبات إلى جنس العسلة من الفصيلة الخمانية. موطنه الأصلي أوروبا من جنوبها إلى شمالها حتى النرويج وبريطانيا. ينتشر حالياً في أمريكا الشمالية أيضًا.

## الوصف النباتي
نبات معمر ومتسلق ونفضي يصل ارتفاعه إلى أربعة أمتار.
الورقة بيضوية الشكل متقابلة متصالبة مغطاة بأوبار على سطحها السفلي. النبات سريع النمو يزهر في الربيع والصيف وموسم أزهاره طويل قد يمتد إلى موسم الخريف. النورة دوارة تحمل أزهاراً عديدة. الزهرة أنبوبية الشكل زهرية إلى حمراء ولها رائحة عطرية زكية. للزهرة خمس بتلات متصلة عند قاعدتها ومنفصلة عند القمة، ولها خمسة مئابر. يتكاثر النبات بالعقل بالترقيد وبالخلفات.
يزرع عادة قرب الأسوار والأسيجة.